# Brian Duensing
Brian Matthew Duensing, född den 22 februari 1983 i Marysville i Kansas, är en amerikansk professionell basebollspelare som spelar för Chicago Cubs i Major League Baseball (MLB). Duensing är vänsterhänt pitcher.
Duensing har varit med och tagit både VM-guld (2007) och OS-brons (2008) för USA.

## Karriär

### Major League Baseball

#### Minnesota Twins
Duensing draftades av Minnesota Twins 2005 som 84:e spelare totalt och redan samma år gjorde han proffsdebut i Twins farmarklubbssystem. Han fick börja på den lägsta nivån (Rookie) för Elizabethton Twins i Appalachian League, där han var 4-3 (fyra vinster och tre förluster) med en earned run average (ERA) på 2,32 på tolv matcher, varav nio starter. Året efter spelade han för tre olika farmarklubbar på tre olika nivåer: Beloit Snappers i Midwest League (A), Fort Myers Miracle i Florida State League (Advanced A) och New Britain Rock Cats i Eastern League (AA). Totalt var han 5-10 med en ERA på 3,49 på 28 matcher, varav 27 starter.

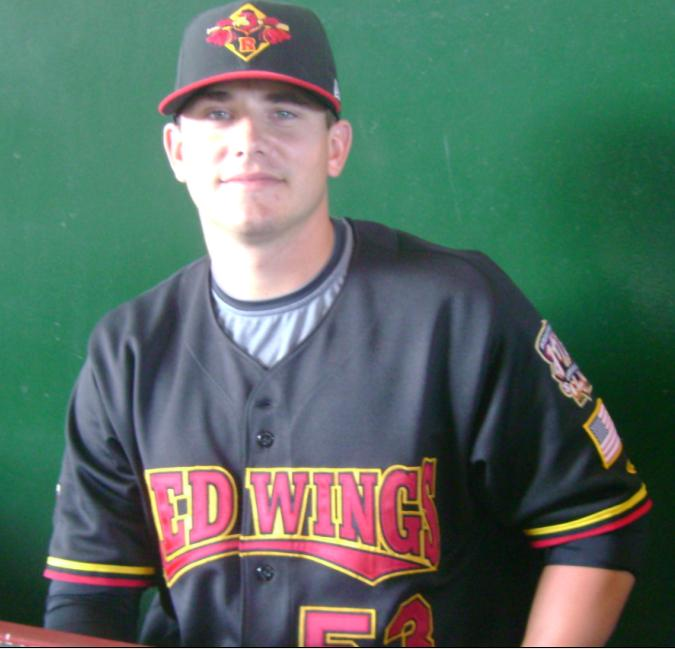
Duensing i Rochester Red Wings dräkt 2008.

2007 tog Duensing ytterligare ett steg då han förutom för New Britain även spelade för Rochester Red Wings i International League (AAA). Under säsongen var han 15-6 med en ERA på 3,07 på 28 starter. I november samma år spelade han i VM i Taiwan (se nedan).
Under 2008 spelade Duensing uteslutande för Rochester, utom när han deltog i OS i Peking (se nedan). Han var 5-11 med en ERA på 4,28 på 25 matcher, varav 24 starter för Red Wings.
Den 10 april 2009 fick Duensing göra sin MLB-debut för Minnesota Twins, men strax därefter skickades han ned till Rochester igen. Efter 13 starter där (4-6, 4,66 ERA) blev han uppkallad till Twins i början av juli, och han blev kvar hos Twins resten av säsongen. För Twins var han under grundserien 5-2 med en ERA på 3,64 på 24 matcher, varav nio starter. I slutspelet fick han starta den första matchen i första omgången, American League Division Series (ALDS), mot New York Yankees, en match som Twins förlorade med 2–7.
2010 var Duensing 10-3 med en ERA på 2,62 på 53 matcher, varav 13 starter. Den 14 augusti mot Oakland Athletics pitchade han sin första complete game och första shutout i MLB-karriären. I slutspelet startade han den tredje matchen i ALDS mot New York Yankees, som Twins förlorade med 1–6.
Duensing pitchade sämre 2011, då han var 9-14 med en ERA på 5,23 på 32 matcher, varav 28 starter. Han pitchade dock sin andra shutout den 4 juli mot Tampa Bay Rays. Året efter användes han mest som inhoppare och var 4-12 med en ERA på 5,12 på 55 matcher, varav elva starter.

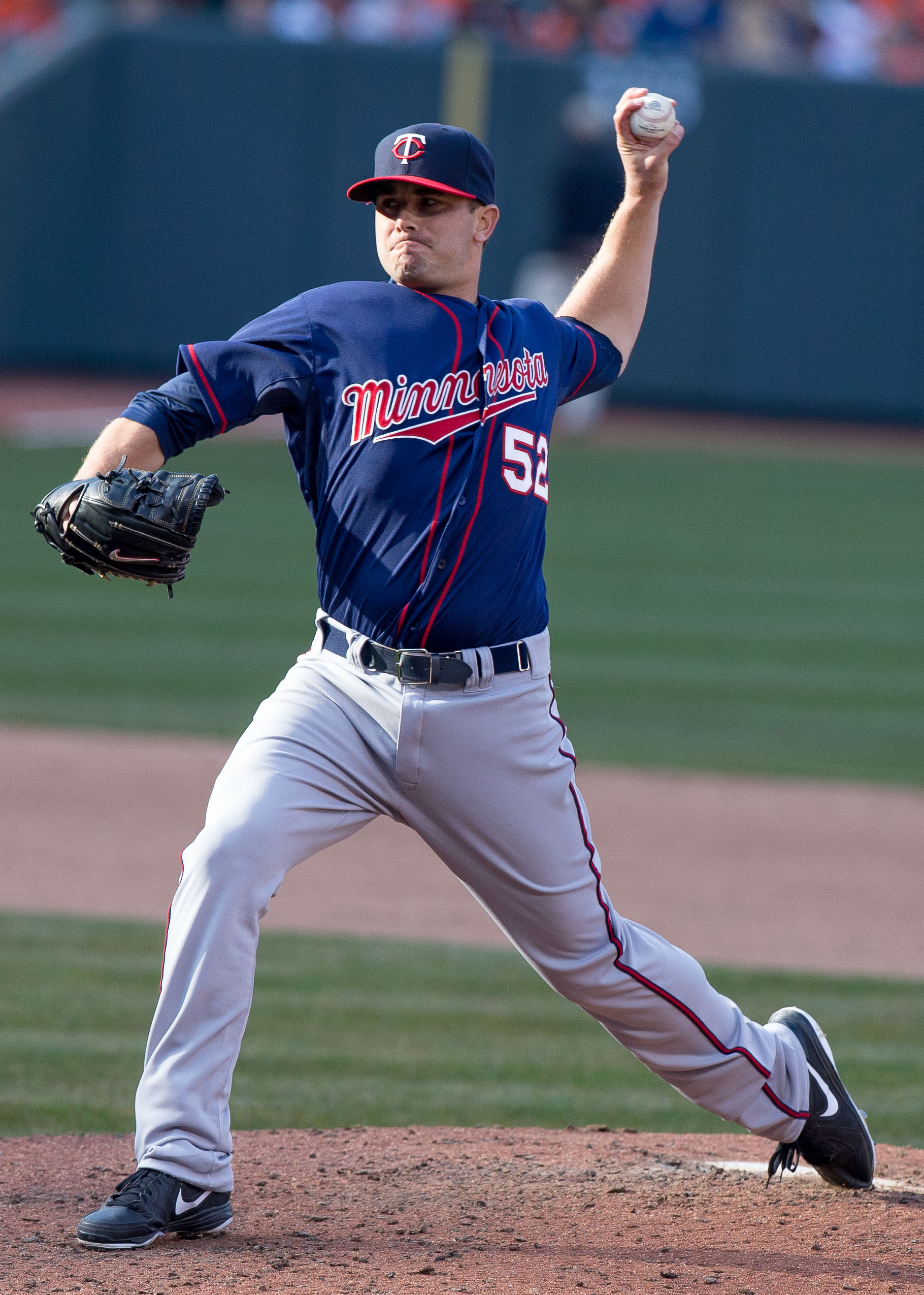
Duensing i Minnesota Twins dräkt 2013.

2013 fick Duensing för första gången i MLB-karriären inte starta någon match, men han pitchade bra som inhoppare och var 6-2 med en ERA på 3,98 på 73 matcher. Han fortsatte i den rollen även 2014, då han var 3-3 med en ERA på 3,31 på 62 matcher.
I januari 2015 kom Twins och Duensing överens om ett ettårskontrakt värt 2,7 miljoner dollar. Under säsongen var han 4-1 med en ERA på 4,25 på 55 matcher. Efter säsongen blev han free agent.

#### Kansas City Royals
I februari 2016 skrev Duensing på ett minor league-kontrakt med Kansas City Royals och bjöds in till klubbens försäsongsträning.

#### Baltimore Orioles
När Duensing inte fick chansen att spela för Kansas City skrev han i stället på ett minor league-kontrakt med Baltimore Orioles. I början av juni kallades han upp till moderklubben, men efter bara sju matcher, med en ERA på 5,40, blev han skadad i armbågen. Han var tillbaka i september och deltog i ytterligare sju matcher. Under grundserien var han totalt 1-0 med en ERA på 4,05. Baltimore gick till slutspel, men i American League Wild Card Game (ALWC) förlorade man mot Toronto Blue Jays. Duensing pitchade 0,1 inningar i matchen. Efter säsongen blev han free agent igen.

#### Chicago Cubs
I december 2016 skrev Duensing på ett ettårskontrakt med Chicago Cubs, vilket rapporterades vara värt två miljoner dollar. Han var skadad när 2017 års säsong inleddes, men var tillbaka redan i mitten av april efter två matcher för klubbens högsta farmarklubb Iowa Cubs. Han var under grundserien 1-1 med en ERA på 2,74 på 68 matcher. I slutspelet gick Cubs till final i National League, National League Championship Series (NLCS), där det dock blev förlust mot Los Angeles Dodgers med 1–4 i matcher. Duensing deltog i fem matcher i slutspelet och var 1-1 med en ERA på 1,69.
Duensing blev free agent efter säsongen, men skrev på för Cubs igen – ett tvåårskontrakt värt sju miljoner dollar. Han var på skadelistan på grund av axelproblem två gånger 2018, i juli och i augusti.

### Internationellt
Duensing representerade USA vid Världsmästerskapet 2007 i Taiwan. USA tog guld och Duensing deltog i två matcher, varav en start, och var 1-0 med en ERA på 1,86.
Duensing deltog även vid OS i Peking 2008, där USA tog brons. Han spelade fyra matcher, samtliga som inhoppare, och var 1-0 med en ERA på 1,17.